# TOP GUN
TOP GUN（トップガン）は日本の音楽ユニット。

## 概要
2008年、ガンダムシリーズの主題歌を歌ったことがある川添智久・鵜島仁文・長友仍世の3人によって結成されることが決定。同年10月11日、鵜島のライブ「FIRE BIRD」に川添と長友がゲスト出演し、結成を発表。11月23日、プレイベントとしてライブを行い、活動開始。
2010年1月15日、長友が多忙を理由に脱退することが発表された。同年、プロレス団体「DRAGON GATE」の横須賀享とK-ness.のタッグコンビ「クネスカ」のテーマソングを担当。
2011年発売のゲームソフト『SDガンダム GGENERATION WORLD』の主題歌を米倉千尋とのコラボレーションで担当。
2019年、鵜島が自分のtwitterで「現在は活動していない」と発表したが、正式な活動終了時期は公表されていない。

## メンバー
前述のように、全員がガンダムシリーズの主題歌を歌っていた。
- 川添智久 - 『STAND UP TO THE VICTORY 〜トゥ・ザ・ヴィクトリー〜』（『機動戦士Vガンダム』オープニングテーマ）
- 鵜島仁文 - 『FLYING IN THE SKY』『Trust You Forever』（『機動武闘伝Gガンダム』オープニングテーマ）

### 旧メンバー
- 長友仍世 - INFIX『WINNERS FOREVER〜勝利者よ〜』（『Vガンダム』エンディングテーマ）

## ディスコグラフィー

### シングル
- Naked Soul（2011年2月23日、flying DOG） ※TOP GUN × 米倉千尋
  - 『SDガンダム GGENERATION WORLD』主題歌

### 参加アルバム
- OPEN THE MUSIC GATE2010（2010年7月7日、バウンディ株式会社）
  - Disc 2 M-14「絆」
- 勇者シリーズ20周年企画『HARVEST』（2011年2月23日、flying Dog）
  - M-2「輝け!!ダグオン」（Nieveのカバー）

## ライブ・イベント
- プレイベントスペシャルミニライブ（2008年11月23日、エスパ川崎）
- Studio Cube 326 Countdown 2009（2008年12月31日、Studio Cube 326）
- TOP GUN 1st super GIG（2009年2月14日、六本木morph-tokyo）
- ROBO太5th.Anniversary LIVE REVOLUTION（2009年3月11日、Shibuya O-EAST）
- GUNDAM SONGSフェスティバル 〜the origin〜（2009年7月25日 - 7月26日、ポートメッセなごや）
- TOPGUNのSLOW LIVE Vol.1〜TOPGUN大地に立つ！！〜（2012年4月27日）、新宿Naked Loft）
  - ゲスト：柿島伸次

## ラジオ
- TOP GUN RADIO（コミュニティFM）